# Frivillig sektor
Den frivillige sektor er et begreb som er udbredt i politisk sprogbrug, i den offentlige forvaltning og indenfor den samfundsvidenskabelige forskning. Begrebet betegner aktiviteter og organisationsformer, der hverken er offentlige eller kommercielle, og som heller ikke hører ind under familien.
Der eksisterer langt fra en entydig forståelse af, hvad den frivillige sektor består af, men begrebet fungerer som fællesnævner for en række organisationsformer, der længe har været udbredte og kendte i Danmark. Det gælder først og fremmest foreningerne, de selvejende institutioner og de almennyttige fonde.